# Васильевское сельское поселение (Омская область)
Васильевское се́льское поселе́ние — муниципальное образование в Марьяновском районе Омской области Российской Федерации.
Административный центр — посёлок Конезаводский.

## История
Статус и границы сельского поселения установлены Законом Омской области от 30 июля 2004 года № 548-ОЗ «О границах и статусе муниципальных образований Омской области».

## Население
| 2010  | 2011  | 2012  | 2013  | 2014  | 2015  | 2016  |
| ----- | ----- | ----- | ----- | ----- | ----- | ----- |
| 3540  | ↘3534 | ↘3523 | ↗3553 | ↘3534 | ↗3579 | ↗3601 |
| 2017  | 2018  | 2019  | 2020  | 2021  | 2023  |       |
| ↘3598 | ↘3557 | ↘3513 | ↘3510 | ↗3515 | ↘3510 |       |

## Состав сельского поселения
| № | Населённый пункт | Тип населённого пункта             | Население |
| - | ---------------- | ---------------------------------- | --------- |
| 1 | Алексеевка       | деревня                            | ↗388      |
| 2 | Алонский         | железнодорожный остановочный пункт | 58        |
| 3 | Васильевка       | деревня                            | ↗441      |
| 4 | Голенки          | деревня                            | 389       |
| 5 | Кара-Терек       | аул                                | 307       |
| 6 | Конезаводский    | посёлок, административный центр    | 1957      |